# Шарапов, Сергей Геннадиевич
Сергей Геннадиевич Шарапов (род. 03 июля 1970 года, Киев) — украинский физик, доктор физико-математических наук. Лауреат Государственной премии Украины в области науки и техники.

## Биография
Сергей Шарапов родился в 1970 году в Киеве. Окончил киевскую физико-математическую школу № 145.
С 1987 по 1992 годы учился Киевском государственном университете на факультете физики.
С 1996 года — младший научный сотрудник Института теоретической физики им. М. М. Боголюбова НАН Украины.
С 1997 по 2008 год — работал в Университете Претории (ЮАР), Университете Невштателя (Швейцария), Национальном институте ядерной физики (Италия), Университете Макмастера (Канада), Университете Западного Иллинойса (США).
С 2008 года работает в Институте теоретической физики им. М. М. Боголюбова НАН Украины. С 2011 года — заведует лабораторией сильнокоррелированных низкоразмерных систем.
С 2010 года преподаёт в Киевском государственном университете на факультете физики.
С 2011 года — редактор журнала «Condensed Matter Physics».

## Научная деятельность
Научные исследования посвящены изучению свойств дираковских материалов, в том числе графена и высокотемпературных сверхпроводников.
Основные результаты:
- Совместно с В. П. Гусыниным — теоретическое предсказание необычного квантового эффекта Холла в графене
- Теоретическое предсказание основных свойств квантовых магнитных осцилляций (эффекты де Хааза — ван Альфена и Шубникова — де Хааза).
- Теоретическое предсказание универсальной оптической проводимости и магнитооптической проводимости графена и других его свойств.
- Исследование коллективной моды Леггетта в двухзонных сверхпроводниках методом эффективного действия.
- Обобщение соотношения между оптическим временем релаксации и электрон-бозонною спектральной функцией для случая зависимой от энергии плотности состояний, что позволило проанализировать экспериментальные данные в медьсодержащих сверхпроводниках при наличии псевдощели.

Основные публикации последних лет:
- Gusynin V.P., Sharapov S.G., Unconventional Integer Quantum Hall effect in graphene, Phys. Rev. Lett., 2005, 95, 146801.
- Gusynin V.P., Sharapov S.G., Carbotte J.P., Unusual Microwave Response of Dirac Quasiparticles in Graphene, Phys. Rev. Lett., 2006, 96, 256802.
- Sharapov S.G., Carbotte J.P., Superfluid density and competing orders in d-wave superconductors, Phys. Rev. B, 2006, 73, 094519.
- Gusynin V.P., Sharapov S.G., Carbotte J.P., AC conductivity of graphene: from tight-binding model to 2+1-dimensional quantum electrodynamics, Int. J. Mod. Phys. B, 2007, 21, No. 27, 4611-4658.
- Carbotte J.P., Nicol E.J., Sharapov S.G., Effect of electron-phonon interaction on spectroscopies in graphene, Phys. Rev. B, 2010, 81, 045419.

## Общественная деятельность
Сергей Шарапов — участник движения по борьбе с плагиатом и псевдонаукой «Дисергейт».
Является лектором проекта Дни науки.

## Премии и награды
- Премия НАН Украины для молодых учёных (1998)
- Государственная премия Украины в области науки и техники (2011)
- Web of Science Award Ukraine[укр.] (2016)